# Emesis spreta
Emesis spreta är en fjärilsart som beskrevs av Bates 1868. Emesis spreta ingår i släktet Emesis och familjen Riodinidae. Inga underarter finns listade i Catalogue of Life.